# Ankazondandy
Ankazondandy is een plaats en commune in het centrum van Madagaskar, behorend tot het district Manjakandriana, dat gelegen is in de regio Analamanga. Tijdens een volkstelling in 2001 telde de plaats 15.996 inwoners.
De plaats biedt naast lager onderwijs ook middelbaar onderwijs aan. 83 % van de bevolking werkt als landbouwer. Het belangrijkste landbouwproduct is rijst; andere belangrijke producten zijn bonen en maniok. Verder is 15% actief in de dienstensector en heeft 2% een baan in de industrie.